# Kati Piri

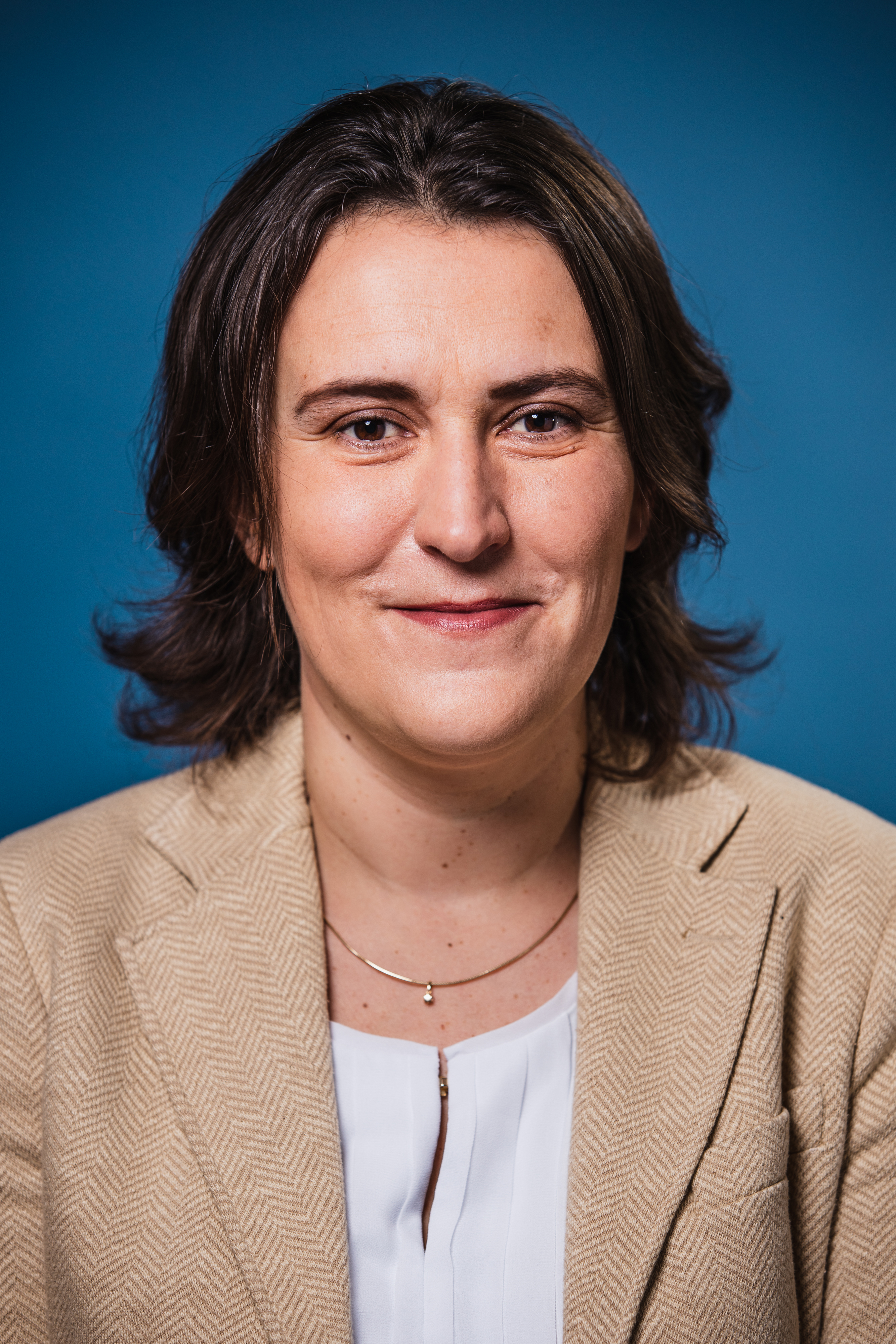
Kati Piri, 2020

Kati Piri (* 8. April 1979 in Celldömölk, Ungarn) ist eine niederländische Politikerin der Partij van de Arbeid.

## Leben
Piri ist seit 2014 Abgeordnete im Europäischen Parlament in einer sozialdemokratischen Fraktion. Dort ist sie Mitglied im Ausschuss für auswärtige Angelegenheiten, Menschenrechte, Gemeinsame Sicherheit und Verteidigungspolitik, ferner ist sie in der Delegation im Ausschuss für parlamentarische Kooperation EU-Ukraine und in der Delegation in der Parlamentarischen Versammlung EURO-NEST.
Die türkische Regierung war im November 2016 nicht bereit, Piri in ihrer Funktion als Türkei-Berichterstatterin des EU-Ausschusses zu empfangen. Der Präsident des Parlaments, Martin Schulz, hatte damals eine Delegation schicken wollen, um zwischen EU und der Türkei Gespräche zu führen. Der türkische EU-Minister hatte jedoch Schulz mitgeteilt, dass Piri unwillkommen ist. Deshalb hatte Schulz die Reise ganz abgesagt. Zur Delegation hätte auch Elmar Brok gehören sollen, der ein Vorsitzender des Auswärtigen Ausschusses war.
2017 stimmten die EU-Abgeordneten mehrheitlich für eine Suspendierung der Verhandlungen mit der Erdoğan-Regierung bei den Beitrittsverhandlungen der Türkei mit der Europäischen Union, aber nicht für einen endgültigen Abbruch, meint Piri.
Meint Merkel Suspendierung? Oder will sie der türkischen Bevölkerung die ganze Perspektive für eine Mitgliedschaft wegnehmen? Das ist nicht etwas, dem ich zustimmen kann. Piri im September 2017
Am 30. März 2021 schied sie aus dem Europäischen Parlament aus. Ihr folgte Thijs Reuten nach.

## Notizen
1. ↑  Piri, Die Zeit 14. September 2017

| Personendaten    | Personendaten                            |
| ---------------- | ---------------------------------------- |
| NAME             | Piri, Kati                               |
| KURZBESCHREIBUNG | niederländische Politikerin (PvdA), MdEP |
| GEBURTSDATUM     | 8. April 1979                            |
| GEBURTSORT       | Celldömölk, Ungarn                       |